# Liste der Capitols in den Vereinigten Staaten
Ein Capitol beherbergt in den Vereinigten Staaten normalerweise den Versammlungsort der Gesetzgebung und die Büros der Gouverneurs des Bundesstaates, aber dies trifft nicht in allen Staaten zu. Das Arizona State Capitol ist nur noch ein Museum, die Gesetzgebung und das Büro des Gouverneurs befinden sich in nahe gelegenen Gebäuden. Die Gesetzgebungen von Alabama, Nevada und North Carolina tagen ebenso in nahe gelegenen Gebäuden, aber die Büros des Gouverneurs befinden sich immer noch im Capitol. Neben Arizona hat nur Virginia nicht das Büro des Gouverneurs im Capitol, wobei dieses in Delaware, Ohio, Michigan und Vermont nur für zeremonielle Zwecke genutzt wird.
In neun Bundesstaaten tagt auch das Oberste Gericht regelmäßig im Capitol —Indiana, Kentucky, Nebraska, North Dakota, Oklahoma, Pennsylvania (einer von drei Standorten), South Dakota, West Virginia, und Wisconsin. Die anderen 40 Staaten haben separate Gebäude für ihre Obersten Gerichte, wobei in Minnesota und Utah das Oberste Gericht auch zeremonielle Veranstaltungen im Capitol veranstaltet.
Acht Staaten nannten ihr Capitol State House: Maine, Maryland, Massachusetts, New Hampshire, New Jersey, Rhode Island, South Carolina und Vermont. In Alabama tagt die Gesetzgebung im State House. Indiana und Ohio haben Statehouses und die restlichen 40 Staaten haben Einrichtungen namens Capitol.
| Hauptstadt     | Capitol                                   | Baujahr                                                                           | Bild |
| -------------- | ----------------------------------------- | --------------------------------------------------------------------------------- | ---- |
| Montgomery     | Alabama State Capitol                     | 1851                                                                              |      |
| Juneau         | Alaska State Capitol                      | 1929–1931                                                                         |      |
| Phoenix        | Arizona State Capitol                     | 1899–1900                                                                         |      |
| Little Rock    | Arkansas State Capitol                    | 1899–1915                                                                         |      |
| Sacramento     | California State Capitol                  | 1860–1874                                                                         |      |
| Denver         | Colorado State Capitol                    | 1886–1907                                                                         |      |
| Hartford       | Connecticut State Capitol                 | 1872–1879                                                                         |      |
| Dover          | Delaware State Capitol                    | 1933                                                                              |      |
| Tallahassee    | Florida State Capitol                     | 1973–1977                                                                         |      |
| Atlanta        | Georgia State Capitol                     | 1883–1889                                                                         |      |
| Honolulu       | Hawaii State Capitol                      | 1960–1969                                                                         |      |
| Boise          | Idaho State Capitol                       | 1905–1913, 1919–1920 (Flügel angebaut); 2008–2010 (unterirdischer Flügel ergänzt) |      |
| Springfield    | Illinois State Capitol                    | 1867–1876 (Entwurf), 1884–1887 (Bau)                                              |      |
| Springfield    | Old State Capitol (Springfield, Illinois) | 1837–1840                                                                         |      |
| Indianapolis   | Indiana Statehouse                        | 1877–1888                                                                         |      |
| Des Moines     | Iowa State Capitol                        | 1870–1886                                                                         |      |
| Topeka         | Kansas State Capitol                      | 1866–1873 (Ostflügel), 1879–1881 (Westflügel), 1884–1906 (Hauptgebäude)           |      |
| Frankfort      | Kentucky State Capitol                    | 1905–1910                                                                         |      |
| Baton Rouge    | Louisiana State Capitol                   | 1930–1932                                                                         |      |
| Augusta        | Maine State House                         | 1828–1832, 1889–1891 (Flügel angebaut), 1909–1911 (Flügel angebaut)               |      |
| Annapolis      | Maryland State House                      | 1772–1779                                                                         |      |
| Boston         | Massachusetts State House                 | 1795–1798                                                                         |      |
| Lansing        | Michigan State Capitol                    | 1871–1878                                                                         |      |
| Saint Paul     | Minnesota State Capitol                   | 1893–1905                                                                         |      |
| Jackson        | Mississippi State Capitol                 | 1901–1903                                                                         |      |
| Jefferson City | Missouri State Capitol                    | 1911–1917                                                                         |      |
| Helena         | Montana State Capitol                     | 1896–1902, 1909–1912 (Flügel angebaut)                                            |      |
| Lincoln        | Nebraska State Capitol                    | 1919–1932                                                                         |      |
| Carson City    | Nevada State Capitol                      | 1869–1871                                                                         |      |
| Concord        | New Hampshire State House                 | 1815–1818                                                                         |      |
| Trenton        | New Jersey State House                    | 1792                                                                              |      |
| Santa Fe       | New Mexico State Capitol                  | 1964–1966                                                                         |      |
| Albany         | New York State Capitol                    | 1867–1899                                                                         |      |
| Raleigh        | North Carolina State Capitol              | 1840                                                                              |      |
| Bismarck       | North Dakota State Capitol                | 1920–1924, 1931–1934 (Büroturm & Flügel)                                          |      |
| Columbus       | Ohio Statehouse                           | 1837–1861                                                                         |      |
| Oklahoma City  | Oklahoma State Capitol                    | 1914–1917, 2000–2002 (Kuppel)                                                     |      |
| Salem          | Oregon State Capitol                      | 1935, 1977 (Flügel)                                                               |      |
| Harrisburg     | Pennsylvania State Capitol                | 1898–1902/1903                                                                    |      |
| Providence     | Rhode Island State House                  | 1895–1904                                                                         |      |
| Columbia       | South Carolina State House                | 1854–1865                                                                         |      |
| Pierre         | South Dakota State Capitol                | 1905–1911                                                                         |      |
| Nashville      | Tennessee State Capitol                   | 1845–1854                                                                         |      |
| Austin         | Texas Capitol                             | 1881–1888                                                                         |      |
| Salt Lake City | Utah State Capitol                        | 1911–1916                                                                         |      |
| Montpelier     | Vermont State House                       | 1834–1836                                                                         |      |
| Richmond       | Virginia State Capitol                    | 1785–1790, 1904–1906 (Flügel angebaut)                                            |      |
| Olympia        | Washington State Capitol                  | 1919–1928 (Legislativegebäude)                                                    |      |
| Charleston     | West Virginia State Capitol               | 1924–1932                                                                         |      |
| Madison        | Wisconsin State Capitol                   | 1906–1917                                                                         |      |
| Cheyenne       | Wyoming State Capitol                     | 1886–1890, 1915–1917 (Sitzungssaal von Senat und Repräsentantenhaus)              |      |